# Jenn Lyon
Jennifer Lyon (High Point, 29 aprile 1980) è un'attrice statunitense.

## Biografia
Dopo aver completato gli studi alla University of North Carolina School of the Arts nel 2003, Jennifer Lyon si è trasferita a New York, dove ha iniziato a lavorare a teatro. Nel 2006 ha fondato la POYKPAC, per la quale ha prodotto e scritto video comici andati virali su Internet.
Nel 2011 ha avuto comparse nelle serie Army Wives - Conflitti del cuore e Louie, mentre il primo ruolo significativo arriva con Justified. Successivamente è tra gli interpreti principali di Saint George, Claws e Dead Boy Detectives.

## Filmografia

### Cinema
- Blaze, regia di Ethan Hawke (2018)
- ClearMind, regia di Rebecca Eskreis (2024)
- Darla in Space, regia di Eric Laplante e Susie Moon (2024)

### Televisione
- Good Morning, Internet! – serie web, 15 episodi (2008)
- Army Wives - Conflitti del cuore (Army Wives) - serie TV, episodio 5x11 (2011)
- Louie - serie TV, episodio 2x13 (2011)
- Justified – serie TV, 8 episodi (2012-2013)
- Phil Spector, regia di David Mamet (2013) - film TV
- Suburgatory - serie TV, episodio 3x09 (2014)
- Saint George – serie TV, 10 episodi (2014)
- Crashing – serie TV, episodio 1x07 (2017)
- Claws – serie TV, 40 episodi (2017-2022)
- Ossessione a prima vista (The Neighbor in the Window), regia di Menhaj Huda - film TV (2020)
- Dead Boy Detectives – serie TV, 8 episodi (2024)
- Elsbeth – serie TV, episodio 2x04 (2024)
- Sirens, regia di Nicole Kassell, Quyen Tran e Lila Neugebauer – miniserie TV, 4 puntate (2025)

## Doppiatrici italiane
Nelle versioni in italiano delle opere in cui ha recitato, Jenn Lyon è stata doppiata da:
- Giò Giò Rapattoni in Claws
- Valentina Stredini in Ossessione a prima vista
- Barbara De Bortoli in Dead Boy Detectives
- Eleonora Reti in Sirens